# Lintjärnen (Garpenbergs socken, Dalarna)
Lintjärnen är en sjö i Hedemora kommun i Dalarna och ingår i Dalälvens huvudavrinningsområde.